# Liste der Monuments historiques in Saint-Bonnet-de-Four
Die Liste der Monuments historiques in Saint-Bonnet-de-Four führt die Monuments historiques in der französischen Gemeinde Saint-Bonnet-de-Four auf.

## Liste der Bauwerke
| Bezeichnung      | Beschreibung              | Standort | Kennzeichnung | Schutzstatus | Datum | Bild           |
| ---------------- | ------------------------- | -------- | ------------- | ------------ | ----- | -------------- |
| Kirche St-Bonnet | Erbaut im 11. Jahrhundert | (Lage)   | PA00093262    | Inscrit      | 1968  | weitere Bilder |

## Liste der Objekte
| Bezeichnung                                                              | Beschreibung                                    | Standort | Kennzeichnung | Schutzstatus | Datum | Bild |
| ------------------------------------------------------------------------ | ----------------------------------------------- | -------- | ------------- | ------------ | ----- | ---- |
| Taufbecken (Foto in der Base Palissy)                                    | Stein, 12. Jahrhundert; in der Kirche St-Bonnet | (Lage)   | PM03000434    | Classé       | 1963  |      |
| Gemälde Erscheinung des Herz Jesu einer Nonne (Foto in der Base Palissy) | in der Kirche St-Bonnet                         | (Lage)   | PM03001818    | Inscrit      | 1998  |      |
| Skulptur Madonna mit Kind (Foto in der Base Palissy)                     | Holz (?), Stein (?); in der Kirche St-Bonnet    | (Lage)   | PM03001812    | Inscrit      | 1998  |      |
| Skulptur Christus am Kreuz (Foto in der Base Palissy)                    | Holz (?), Stein (?); in der Kirche St-Bonnet    | (Lage)   | PM03001814    | Inscrit      | 1998  |      |
| Skulptur des heiligen Bonnet (Foto in der Base Palissy)                  | Holz (?), Stein (?); in der Kirche St-Bonnet    | (Lage)   | PM03001810    | Inscrit      | 1998  |      |
| Skulptur Unterweisung Mariens (Foto in der Base Palissy)                 | Holz (?), Stein (?); in der Kirche St-Bonnet    | (Lage)   | PM03001815    | Inscrit      | 1998  |      |
| Skulptur Madonna mit Kind (Foto in der Base Palissy)                     | Holz (?), Stein (?); in der Kirche St-Bonnet    | (Lage)   | PM03001811    | Inscrit      | 1998  |      |
| Skulptur Christus am Kreuz (Foto in der Base Palissy)                    | Holz (?), Stein (?); in der Kirche St-Bonnet    | (Lage)   | PM03001813    | Inscrit      | 1998  |      |
| Skulptur des heiligen Rochus (Foto in der Base Palissy)                  | Holz (?), Stein (?); in der Kirche St-Bonnet    | (Lage)   | PM03001816    | Inscrit      | 1998  |      |
| Skulptur der heiligen Jeanne de Valois (Foto in der Base Palissy)        | Holz (?), Stein (?); in der Kirche St-Bonnet    | (Lage)   | PM03001817    | Inscrit      | 1998  |      |
| Gemälde Verkündigung (auf dem Foto rechts)                               | in der Kirche St-Bonnet                         | (Lage)   | PM03001819    | Inscrit      | 1998  |      |